# Xerókambos (Skopís, Lassithi)
Xerókambos, en grec moderne : Ξερόκαμπος, est un village du dème de Sitía, en Crète, en Grèce. Selon le recensement de 2011, la population de Xerókambos compte 13 habitants. Le village est situé à une altitude de 265 m.